# Маласпина (ледник)
Маласпи́на (англ. Malaspina Glacier) — предгорный ледник между заливами Якутат и Айси-Бей южного побережья Аляски в США. Располагается на территории национального парка в боро Якутат, примерно в 60 км северо-западнее города Якутат. Входит в состав горно-ледникового комплекса Сьюард-Маласпина.
Образован нисходящими с гор Святого Ильи ледниковыми потоками шириной до 65 км.
Площадь ледника сокращается с 1930-х годов.
Маласпина является крупнейшим в мире среди ледников горных подножий (англ. piedmont glacier).